# The Call of the Dance
The Call of the Dance è un film muto del 1915 diretto da George L. Sargent e interpretato da Jenny Dolly, una delle due gemelle famose sotto il nome di Dolly Sisters.

## Produzione
Il film fu prodotto dalla Kalem Company (con il nome a Broadway Favorites Feature).

## Distribuzione
Distribuito dalla General Film Company, il film uscì nelle sale cinematografiche USA il 20 settembre 1915.